# Conférence spectacle
La conférence spectacle (ou conférence performance) est une forme de performance scénique qui fusionne les codes de la conférence académique avec ceux du spectacle vivant. Elle se caractérise par une mise en scène où le discours, souvent didactique ou critique, est intégré à une dimension artistique, créant ainsi une expérience à la fois informative et esthétique. Elle se rapproche de la conférence gesticulée, voire du théâtre documentaire.
Cette forme théâtrale peut aussi bien être l’œuvre d'un artiste que d’un chercheur en art, d’un artiste-chercheur ou encore d’un chercheur en sciences sociales.
Ces conférenciers-comédiens-vulgarisateurs, qui abordent les sujets les plus variés sur un mode ludique ou poétique, connaissent un succès grandissant depuis le début des années 2010.

## Histoire
L'émergence de la conférence-spectacle s'inscrit dans un contexte de transdisciplinarité artistique depuis les années 1970, où les frontières entre les disciplines se sont estompées. Des artistes ont commencé à investir des formes d'expression non artistiques, comme le discours scientifique, pour les détourner et les intégrer dans des performances scéniques. Cette hybridation a donné naissance à des formes telles que la conférence-performance, la conférence dansée ou la conférence gesticulée.
Le développement de cette forme aux contours peu définis s'accélère au cours des années 2010.

## Caractéristiques
La conférence-spectacle se distingue par :
- L'hybridation des genres : elle mêle des éléments de la conférence traditionnelle (exposé structuré, utilisation de supports visuels) avec des aspects performatifs propres au spectacle vivant (mise en scène, jeu d'acteur, interaction avec le public).
- Une visée pédagogique et critique : tout en transmettant des connaissances, elle interroge les modes de production et de diffusion du savoir, souvent en remettant en question les discours établis.
- L'implication personnelle de l'artiste : le conférencier-performeur s'appuie fréquemment sur son expérience personnelle, brouillant les lignes entre le sujet et l'objet de la conférence.

## Exemples notables
- Les conférences gesticulées initiées par Franck Lepage (2004), cette forme mêle récit autobiographique et analyse critique pour questionner des thématiques sociales et politiques.
- Les performances de la compagnie Vertical Détour, notamment L'Atlas de l'anthropocène de Frédéric Ferrer (2008)
- L’Art du rire de Jos Houben (2008)
- I am 1984 de Barbara Matijevic et Giuseppe Chico (2008)
- Pour une thèse vivante de Claudia Triozzi (2011)
- Chocolat, clown nègre de Gérard Noiriel (2012)
- Un Faible degré d’originalité d'Antoine Defoort (2013)
- Les Conférences de choses de François Gremaud (2013-2015)
- L'Exoconférence d'Alexandre Astier (2014)
- La Convivialité ou la Faute de l'orthographe d'Arnaud Hoedt et Jérôme Piron (2016)
- Les « conférences spectaculaires » d'Hortense Belhôte (2019-2025)
- Boule à neige de Mohamed El Khatib et Patrick Boucheron (2020)
- L'art de ne pas dire de Clément Viktorovitch (2023)
- Conseils aux spectateurs de Jérôme Rouger (2024)
- L’art d’avoir toujours raison de Sébastien Valignat et Logan de Carvalho (2024)

## Réception et enjeux
La conférence-spectacle interroge les rapports entre art et savoir. Elle remet en question la légitimité des discours, la place de l'expert, et propose une approche alternative de la transmission des connaissances. En brouillant les frontières entre le sérieux et le ludique, elle invite le spectateur à une réflexion active sur le contenu présenté.